# Центральный банк Сейшельских островов
Центральный банк Сейшельских островов (англ. Central Bank of Seychelles) — центральный банк Республики Сейшельские Острова.

## История
В 1914 году администрацией колонии начат выпуск бумажных денежных знаков, первоначально — в виде обязательств правительства колонии, а с 1918 года — банкнот правительства.
В 1936 году создан Валютный совет Сейшельских островов (Seychelles Currency Board).
В 1974 году Валютный совет реорганизован в Валютную комиссию Сейшельских островов, казначейство островов выпускало банкноты в качестве агента Валютной комиссии.
1 декабря 1978 года учреждено Управление денежного обращения Сейшельских островов (Seychelles Monetary Authority), получившее право эмиссии.
1 января 1983 года Управление денежного обращения реогранизовано в Центральный банк Сейшельских островов.